# 天王寺車掌区
天王寺車掌区（てんのうじしゃしょうく）は、大阪市阿倍野区にある西日本旅客鉄道（JR西日本）近畿統括本部の車掌が所属している組織である。

## 歴史
- 1944年（昭和19年）6月1日：湊町車掌区が移転し、天王寺車掌区に改称。湊町車掌区鳳支区・奈良支区は天王寺車掌区の鳳支区・奈良支区になる。
- 1947年（昭和22年）1月10日：鳳支区が鳳車掌区に、奈良支区が奈良車掌区になる。
- 1954年（昭和29年）5月10日：王寺派出所が発足[1]。
- 1961年（昭和36年）10月1日：王寺派出所が廃止[1]。
- 1968年（昭和43年）8月28日：鳳車掌区と統合し、再び天王寺車掌区鳳支区になる。
- 1970年（昭和45年）4月10日：竜華派出所が廃止[1]。
- 1987年（昭和62年）4月1日 ：国鉄分割民営化により西日本旅客鉄道（JR西日本）の車掌区となる
- 2017年（平成29年）3月4日：あべの車掌区分割開設に伴い阿倍野区松崎町に庁舎を移転。同時に大和路線乗務から撤退。

## 乗務範囲
- 阪和線：天王寺駅 - 和歌山駅間
- 関西空港線：全線
- 大阪環状線：全線
- 紀勢本線（きのくに線）：和歌山駅 - 白浜駅間（特急列車のみ）
- 東海道本線（JR京都線）：京都駅 - 新大阪駅間（特急列車のみ)
- 梅田貨物線：全線（特急列車のみ)